# ジョゼ・レアンドロ・ジ・ソウザ・フェレイラ
レアンドロことジョゼ・レアンドロ・ジ・ソウザ・フェレイラ（José Leandro de Souza Ferreira、1959年3月17日 - ）は、ブラジルの元サッカー選手。現役時代のポジションはDF（右サイドバック）であったが、スピードとテクニックに優れ、右サイドのMF、FWとしてプレーすることもあった。

## 経歴
1978年にフラメンゴでデビューし、ジーコやベベットらと一時代を築き、現役生活を全て同クラブで過ごした。1981年には決勝でブレロア破りコパ・リベルタドーレスに優勝、同年のトヨタカップでは、リヴァプールを3-0と破り世界一に輝いた。
ブラジル代表でも1982 FIFAワールドカップに出場。黄金のカルテットを始め攻撃の選手を支え、時には攻め上がり攻撃のバリエーションを増やした。しかし1986 FIFAワールドカップの参加はレナト・ガウショの問題から参加を拒否した。

## 獲得タイトル
- リオデジャネイロ州選手権：1978、1979、1981、1986
- ブラジル全国選手権：1980、1982、1983
- インターコンチネンタルカップ：1981
- コパ・リベルタドーレス：1981
- キリンカップ：1988
- コパ・ド・ブラジル：1990
- タッサ・グアナバラ：1978、1979、1980、1981、1982、1984、1988、1989
- タッサ・リオ：1983、1985、1986